# تيري غراي (لاعب هوكي الجليد)
تيري غراي (بالإنجليزية: Terry Gray)‏ (و. 1938  م) هو لاعب هوكي الجليد كندي، ولد في مونتريال.

## روابط خارجية
- تيري غراي على موقع دوري الهوكي الوطني (الإنجليزية)
- تيري غراي على موقع قاعة مشاهير الهوكي (لاعب أن.إتش.أل) (الإنجليزية)
- تيري غراي على موقع EliteProspects.com (الإنجليزية)
- تيري غراي على موقع HockeyDB.com (الإنجليزية)
- تيري غراي على موقع Hockey-Reference.com (الإنجليزية)